# Пумпеу Фабра
Пумпе́у Фа́бра-і-Пок (народився у містечку Ґрасія, зараз квартал Барселони 20 лютого 1868 р. — похований у муніципалітеті Прад у французькому департаменті Східні Піренеї (Північна Каталонія) 25 грудня 1948 року) — каталонський лінгвіст, відіграв видатну роль у визначенні нормативів сучасної каталанської мови. Іменем Пумпеу Фабри названо один з вищих навчальних закладів Барселони.
Альтернативне написання імені науковця українською мовою — Помпе́у Фа́бра.

## Дитячі роки
Пумпеу Фабра народився у 1868 році та провів своє дитинство у кварталі Ла-Салут колишнього містечка Ґрасія, яке зараз є одним з кварталів Барселони. З дванадцятьох братів і сестер Пумпеу був наймолодшим (у дитинстві померло 10 його братів, залишився лише він та дві його сестри). Коли Пумпеу було п'ять років була проголошена Республіка, його батько, який був республіканцем, був обраний мером рідного міста Пумпеу Фабри.

## Доросле життя
Хоча Пумпеу Фабра своїм фахом вибрав інженерну справу, під час навчання він зацікавився філологією, яка стала його хобі. У 1891 році іспанською мовою у видавництві «Л'Авенс» він опублікував працю «Есеї з граматики сучасної каталанської мови» (ісп. Ensayo de gramática de catalán moderno), у якій уперше, користуючися науковою методологією, було описано сучасну розмовну каталанську мову, включаючи її фонетичну транскрипцію. Разом з Жуакімом Казасом-і-Карбо та Жаумою Масо-і-Туррентсом, Пумпеу Фабра протягом певного часу працював у журналі «Л'Авенс» і писав статті з філології. Ця робота стала першим серйозним намаганням систематизувати сучасну каталанську мову, вона викликала широку полеміку та стала основою для наступної «нормалізації» мови (визначення загальноприйнятних правил та норм).
З 1902 до 1912 року Пумпеу Фабра мешкав у м. Більбао, де він працював на посаді голови кафедри хімії «Школи інженерних наук», однак весь свій вільний час він присвячував філології та каталанській мові.
У 1906 році Пумпеу Фабра взяв участь у І Міжнародному конгресі з каталанської мови, а саме у роботі секції правопису. Він зарекомендував себе як один з найкращих фахівців у цій сфері. Після закінчення конгресу Пумпеу Фабрі було запропоновано створити Секцію філології у щойно створеному «Інституті каталонських студій», згодом його було призначено головою кафедри університетських студій. У 1912 році Пумпеу Фабра видає «Граматику каталанської мови» (кат. Gramática de la lengua catalana), за рік було видано «Норми правопису каталанської мови» (кат. Normes ortogràfiques). Правопис, запропонований Фаброю, викликав суперечливі оцінки. Найголовнішими засадами свого правопису Фабра визначив можливість різної вимови слів відповідно до діалекту мовця та написання слів виходячи з етимології слова. У 1917 році було видано «Орфографічний словник каталанської мови» (кат. Diccionari ortogràfic).

## Створення норм мови
У 1918 році Фаброю було видано «Граматику каталанської мови» (кат. Gramàtica catalana), а у 1932 р. — «Загальний словник каталанської мови» (кат. Diccionari general de la llengua catalana), він відомий загалу як «Словник Фабри» або просто «Фабра». У тому ж році видається шкільний «Курс середньої важкості граматики каталанської мови» (кат. Curs mitjà de gramàtica catalana). Останнє видання було опубліковане повторно у 1968 р. під назвою «Введення у граматику каталанської мови» (кат. Introducció a la gramàtica catalana). У 1924 році виходять «Філологічні роздуми» (кат. Converses filològiques), у яких Пумпеу Фабра викладає свою точку зору на ідеоматику каталанської мови.
Серед принципів, які були використані Фаброю при укладанні своїх словників, можна назвати такі:
- виключення архаїчних та діалектних форм,
- якомога менше запозичень з іноземних мов,
- використання слів латинського та грецького походження, особливо у царині технічної термінології.

## Еміграція
Через події громадянської війни в Іспанії, Пумпеу Фабра був змушений виїхати з Каталонії. Він перейшов кордон між Іспанією та Францією 31 січня 1939 року.
Певний час науковець мешкав у Парижі, Монпельє, Перпіньяні, і, нарешті, у містечку Прад, де він помер 25 грудня 1948 року. В останні роки свого життя, незважаючи на несприятливі умови, він продовжував працювати, зокрема завершивши нове видання «Граматики каталанської мови» (кат. Gramàtica catalana), яку було випущено після його смерті у 1956 році Жуаном Курумінасом.
У 1980 році іменем Пумпеу Фабри було названо вулицю в кварталі Ла-Салут у Барселоні, де він народився і провів свої дитячі роки.
18 червня 1990 року в Барселоні було засновано Університет ім. Пумпеу Фабри.

## Роботи Пумпеу Фабри
- Pompeu Fabra. «Sobre la reforma lingüística y ortográfica», La Vanguardia (23 III 1892; any XII, núm 3183), p. 4 (повний текст) (ісп.)
- Pompeu Fabra. «J. Saroïhandy. Remarques sur la conjugaison catalane. Bulletin hispanique de Bordeaux, 1905, VII, pp. 128=139», Revue Hispanique (1905) tom 13, núm. 43: 269—276 (повний текст) (фр.)
- Pompeu Fabra. «Sobre diferents problemes pendents en l'actual catalá literari», Anuari MCMVII, pp. 352–369. Barcelona: Institut d'Estudis Catalans, 1908. (повний текст) (кат.)
- Pompeu Fabra. Gramática de la lengua catalana. Barcelona: L'Avenç, 1912. (фрагмент тексту) (кат.)
- Pompeu Fabra. Gramàtica catalana. Barcelona: Institut d'Estudis Catalans, 2006 (3a reimpr. de la 7a ed. de 1933). (повний текст) (кат.)
- Pompeu Fabra. Converses filològiques. Primera sèrie. Barcelona: Regina, 1924. (фрагмент тексту) (кат.)
- Pompeu Fabra. Abregé de grammaire catalane. Paris: Les Belles Lettres, 1928. (фрагмент тексту) (фр.)
- Pompeu Fabra. Grammaire catalane. Paris: Les Belles Lettres, 1946. (фрагмент тексту) (фр.)
- Pompeu Fabra. Gramàtica catalana, a cura de Joan Coromines. Barcelona: Teide, 1956. (фрагмент тексту) (кат.)
- Pompeu Fabra. Converses filològiques, vol. II, a cura de Joaquim Rafel. Barcelona: Edhasa, 1984. (фрагмент тексту) (кат.)
- Pompeu Fabra. Textos desconeguts de Pompeu Fabra, a cura de Josep Murgades. Barcelona: Universitat de Barcelona, 2005. (фрагмент тексту) (кат.)
- Joan Solà. Pompeu Fabra. Semblança biogràfica. Barcelona: Institut d'Estudis Catalans, 2005. (повний текст) (кат.)
- Жузеп Пла про Пумпеу Фабру (кат.)
- Tria de converses filològiques de Pompeu Fabra (кат.)